# Lort (Horten)
Lort est une île de la commune de Horten , dans le comté de Vestfold en Norvège. 

## Description
L'île est située au sud de l'île de Løvøya, dans le nord de la baie de Horten. L'île est inhabitée.
L'île s'appelait à l'origine Lillelort, car elle était proche de l'ancienne fortification allemande Lort sur Løvøya.
L'île possède une petite plage, ainsi que des falaises rocheuses et une forêt toujours aussi petite. Pendant la saison de camping et de baignade, l'île est utilisée par les vacanciers pour le barbecue, la natation et le camping.

## Galerie

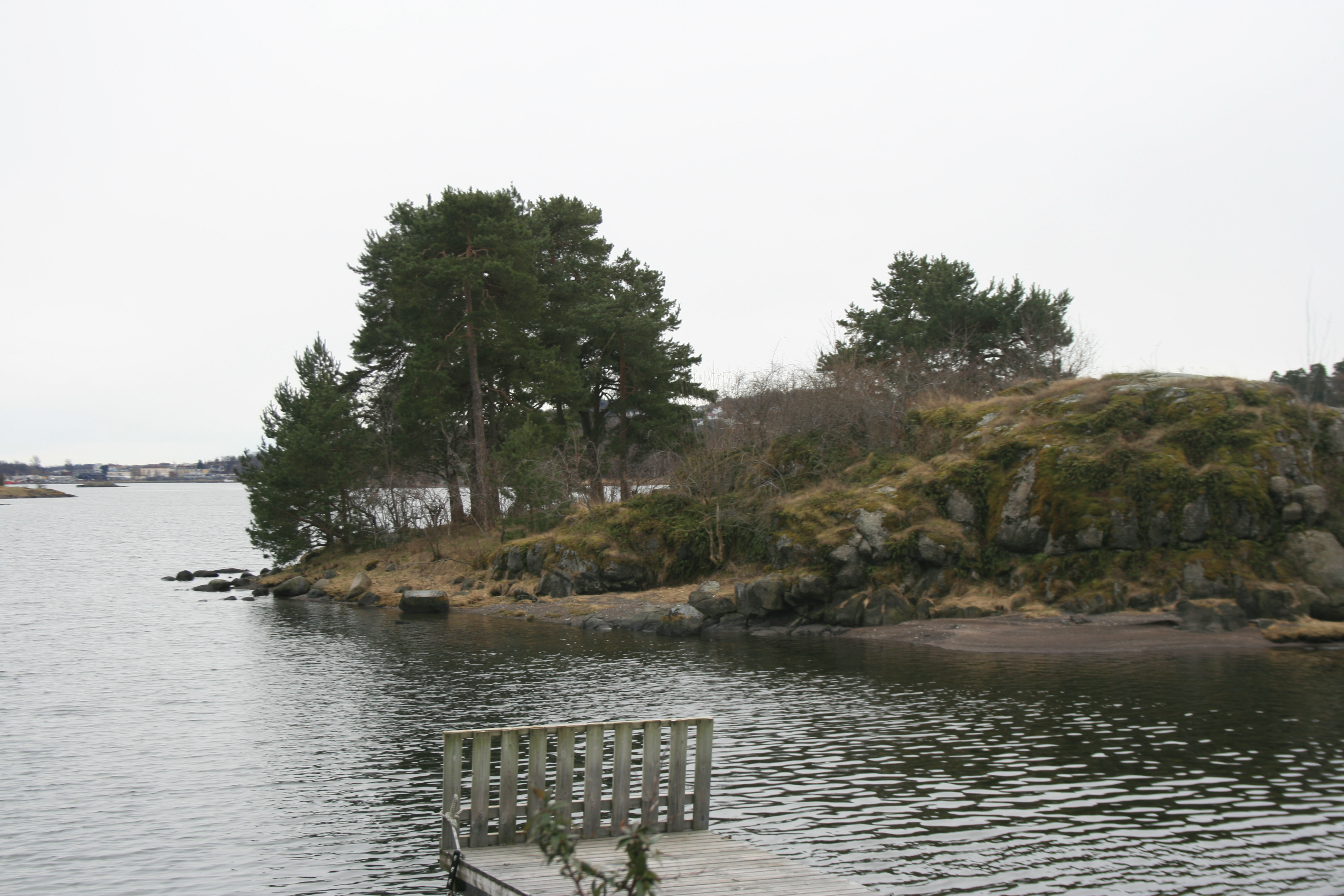
Plage sur Lort
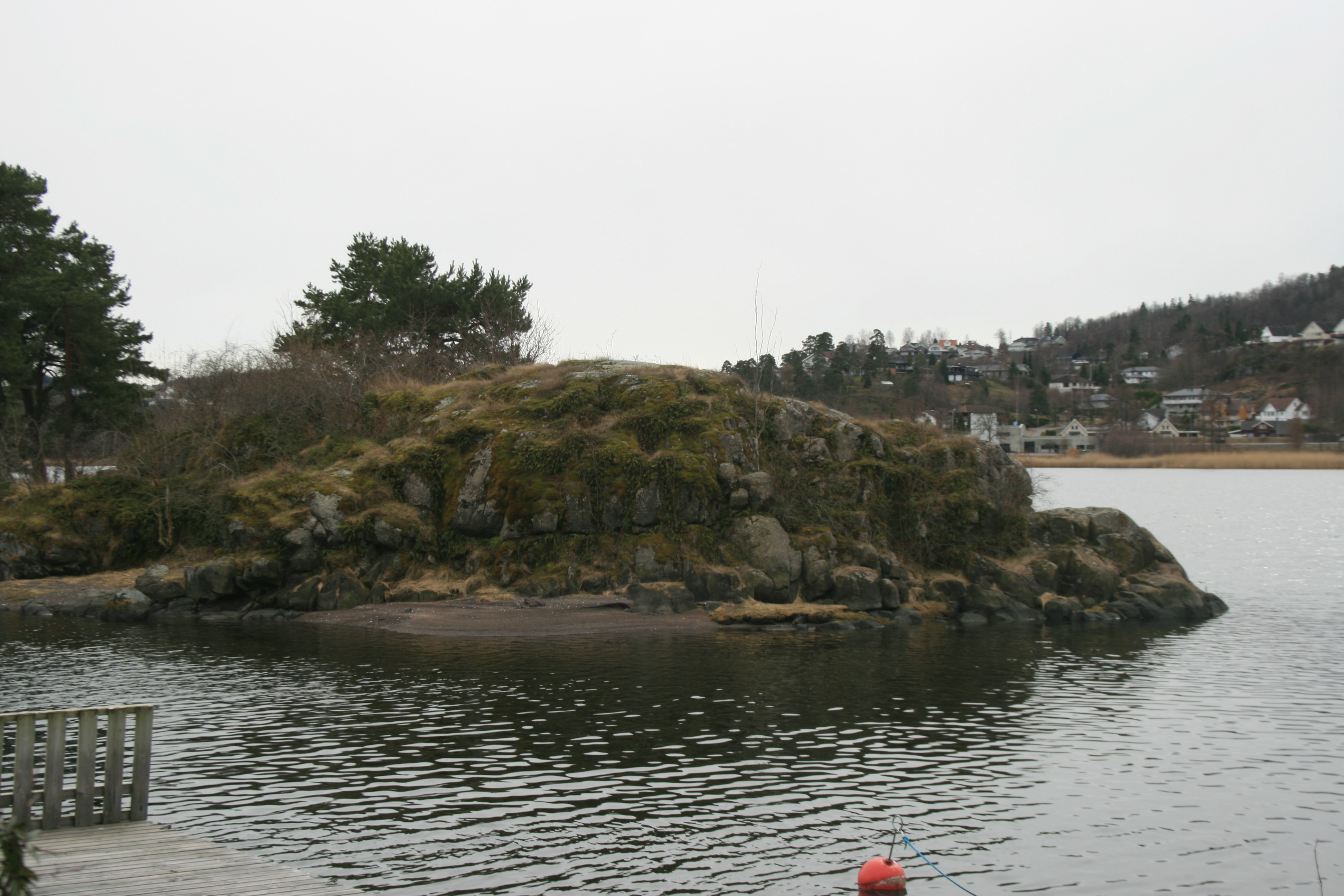
Plage sur Lort